# Saison 2024-2025 de l'AJ Auxerre
Maillots
Dernière mise à jour : 1er décembre 2024.
Chronologie
Saison précédente Saison suivante
L'AJ Auxerre évolue en première division lors de la saison 2024-2025 à la suite de son titre de Ligue 2 lors de la saison précédente. James Zhou est le propriétaire du club, tandis que Baptiste Malherbe occupe le poste de président exécutif du club et Christophe Pélissier est l'entraîneur.

## Avant-saison
La reprise a lieu le lundi 8 juillet 2024 avec des tests médicaux. Le retour à l'entraînement est programmé le mercredi 10 juillet 2024.
Afin de préparer la saison, 5 matchs amicaux contre l'US Orléans (N1), le Grenoble Foot 38 (L2), l'ESTAC Troyes (N1), le Red Star (N1) et le Stade de Reims (L1) sont programmés. Le match contre le Grenoble Foot 38 se déroule en 2 périodes de 60 minutes.
Un stage organisé à Chambon-sur-Lignon a également lieu entre le 22 et le 27 juillet 2024.
Préparation de l'AJ Auxerre
| 0                    |  | Reprise de la saison |  |                                           |                                           |
| Lundi 8 juillet 2024 |  |                      |  | Centre d'entraînement James Zhou, Auxerre | Centre d'entraînement James Zhou, Auxerre |

| 1er match                      | US Orléans (N1) | 1 - 1   | AJ Auxerre |                                            |                                            |
| Vendredi 19 juillet 2024 18:00 | Sila 61e        | (0 - 1) | 11e Onaiwu | Stade de la Source, Orléans Vidéo du match | Stade de la Source, Orléans Vidéo du match |
| Vendredi 19 juillet 2024 18:00 | Rapport YR      |         |            | Stade de la Source, Orléans Vidéo du match | Stade de la Source, Orléans Vidéo du match |

| 0                                  |  | Stage de pré-saison |  |                    |                    |
| Lundi 22 au Samedi 27 juillet 2024 |  |                     |  | Chambon-sur-Lignon | Chambon-sur-Lignon |

| 2e match               | Grenoble Foot 38 (L2)            | 3 - 0   | AJ Auxerre |                                     |                                     |
| Samedi 27 juillet 2024 | Diarra 15e · Valls 55e · Ba 119e | (2 - 0) |            | Stade Municipal, Chambon-sur-Lignon | Stade Municipal, Chambon-sur-Lignon |
| Samedi 27 juillet 2024 | Rapport YR                       |         |            | Stade Municipal, Chambon-sur-Lignon | Stade Municipal, Chambon-sur-Lignon |

| 3e match                 | AJ Auxerre             | 2 - 1   | ESTAC Troyes (L2) |                                              |                                              |
| Mercredi 31 juillet 2024 | Bair 59e · Viadère 78e | (0 - 0) | Chavalerin 55e    | Stade Lucien Masson, Migennes Vidéo du match | Stade Lucien Masson, Migennes Vidéo du match |

| 4e match           | AJ Auxerre                 | 2 - 0   | Red Star (L2) |                                                    |                                                    |
| Samedi 3 août 2024 | Jubal Jr 65e · Viadère 71e | (0 - 0) |               | Stade de l'Abbé-Deschamps , Auxerre Vidéo du match | Stade de l'Abbé-Deschamps , Auxerre Vidéo du match |
| Samedi 3 août 2024 | Rapport                    |         |               | Stade de l'Abbé-Deschamps , Auxerre Vidéo du match | Stade de l'Abbé-Deschamps , Auxerre Vidéo du match |

| 5e match                  | Stade de Reims (L1)    | 2 - 2   | AJ Auxerre                |                                             |                                             |
| Samedi 10 août 2023 16:00 | Okumu 70e · Khadra 88e | (0 - 1) | Sinayoko 41e · Perrin 85e | Stade Auguste-Delaune, Reims Vidéo du match | Stade Auguste-Delaune, Reims Vidéo du match |

### Record d'abonnements
Après une saison de Ligue 2 où le club a enregistré plus de 10 000 abonnements, un record est battu pour la saison 2024-2025.
Tout d'abord, la campagne de réabonnements se déroule du 10 juin au 7 juillet 2024.
Ensuite, la campagne d'abonnements est ouverte le lundi 8 juillet 2024 en ligne puis le mardi 9 juillet 2024 à la billetterie physique de club.
Le 9 juillet 2024, à l'issue de 4 semaines de campagne de réabonnements et de 2 jours de campagne d'abonnements, 12 000 abonnements sont vendus marquant la fin de la campagne d'abonnements.

## Transferts

### Mercato d'été et hiver
Ce tableau regroupe l'ensemble des transferts réalisés lors des mercatos estivaux et hivernaux.
mise à jour: 1er décembre 2024
| Type    | Poste             | Nom                 | Âge | Nat.                        | Transfert                     | Durée     | Indemnité | Date          | Provenance/Destination                              |
| ------- | ----------------- | ------------------- | --- | --------------------------- | ----------------------------- | --------- | --------- | ------------- | --------------------------------------------------- |
| Départ  | Défenseur         | Colin Dagba         | 25  | Drapeau de la France        | Fin de prêt                   |           |           | Mercato d'été | Paris SG (Ligue 1)                                  |
| Départ  | Attaquant         | Issa Soumaré        | 23  | Drapeau de la France        | Fin de prêt                   |           |           | Mercato d'été | Le Havre AC (Ligue 1)                               |
| Départ  | Gardien de but    | Sonny Laiton        | 24  | Drapeau de Madagascar       | Fin de contrat                |           |           | Mercato d'été | Girondins de Bordeaux (National 2)                  |
| Départ  | Milieu de terrain | Gauthier Hein       | 28  | Drapeau de la France        | Transfert                     |           |           | Mercato d'été | FC Metz (Ligue 2)                                   |
| Départ  | Attaquant         | Ousmane Camara      | 23  | Drapeau de la Guinée        | Transfert                     |           |           | Mercato d'été | CD Castellón (LaLiga HyperMotion)                   |
| Départ  | Défenseur         | Victor Mayela       | 20  | Drapeau de la France        | Prêt                          | 1 an      |           | Mercato d'été | FC Sochaux-Montbéliard (National)                   |
| Départ  | Milieu de terrain | Nicolas Mercier     | 21  | Drapeau de la France        | Prêt                          | 1 an      |           |               | Paris 13 Atletico (National)                        |
| Arrivée | Attaquant         | Ousmane Camara      | 22  | Drapeau de la Guinée        | Retour de prêt                |           |           | Mercato d'été | FC Annecy (Ligue 2)                                 |
| Arrivée | Attaquant         | Nicolas Mercier     | 21  | Drapeau de la France        | Retour de prêt                |           |           | Mercato d'été | KMSK Deinze (Challenger Pro League)                 |
| Arrivée | Défenseur         | Victor Mayela       | 20  | Drapeau de la France        | Premier contrat professionnel |           |           | Mercato d'été | AJ Auxerre rés. (National 2)                        |
| Arrivée | Milieu de terrain | Yoann Cissé         | 19  | Drapeau de la France        | Premier contrat professionnel |           |           | Mercato d'été | AJ Auxerre rés. (National 2)                        |
| Arrivée | Milieu de terrain | Lasso Coulibaly     | 21  | Drapeau de la Côte d'Ivoire | Transfert                     | 4 ans     |           | Mercato d'été | FC Nordsjælland (Superligaen)                       |
| Arrivée | Gardien de but    | Tom Negrel          | 21  | Drapeau de la France        | Joueur libre                  | 2 ans     |           | Mercato d'été | LOSC Lille rés. (National 3)                        |
| Arrivée | Défenseur         | Gabriel Osho        | 25  | Drapeau du Nigeria          | Joueur libre                  | 1 an (+2) |           | Mercato d'été | Luton Town (Premier League)                         |
| Arrivée | Attaquant         | Theo Bair           | 24  | Drapeau du Canada           | Transfert                     | 4 ans     |           | Mercato d'été | Motherwell FC (Scottish Premiership)                |
| Arrivée | Défenseur         | Ki-Jana Hoever      | 22  | Drapeau des Pays-Bas        | Prêt                          | 1 an      |           | Mercato d'été | Wolverhampton Wanderers (Premier League)            |
| Arrivée | Milieu de terrain | Hamed Junior Traorè | 24  | Drapeau de la Côte d'Ivoire | Prêt                          | 1 an      |           | Mercato d'été | AFC Bournemouth (Premier League)                    |
| Arrivée | Milieu de terrain | Aristide Zossou     | 19  | Drapeau de la Côte d'Ivoire | Transfert                     | 5 ans     |           | Mercato d'été | Afrique Football Élite (Première division malienne) |
| Type    | Poste             | Nom                 | Âge | Nat.                        | Transfert                     | Durée     | Indemnité | Date          | Provenance/Destination                              |

Âge = âge au moment du transfert; Nat. = nationalité; Date = date ou période du transfert ( = mercato d'été;  = mercato d'hiver)
ArrivéeDépart

## Effectif de la saison 2024-2025
Le tableau suivant liste les joueurs de l'équipe première en prêt.

## Compétition

### Ligue 1
L'AJ Auxerre évolue en Ligue 1.

#### Calendrier

##### Août 2024
| 1re journée                 | AJ Auxerre                      | 2 - 1   | OGC Nice | | |
| Dimanche 18 août 2024 15:00 | Raveloson 44e · Coulibaly 90+5e | (1 - 1) | 21e Cho  | Stade de l'Abbé-Deschamps, Auxerre Spectateurs : 16 364 Diffuseur : DAZN Arbitrage : Romain Lissorgue | Stade de l'Abbé-Deschamps, Auxerre Spectateurs : 16 364 Diffuseur : DAZN Arbitrage : Romain Lissorgue |
| Dimanche 18 août 2024 15:00 | Rapport                         |         |          | Stade de l'Abbé-Deschamps, Auxerre Spectateurs : 16 364 Diffuseur : DAZN Arbitrage : Romain Lissorgue | Stade de l'Abbé-Deschamps, Auxerre Spectateurs : 16 364 Diffuseur : DAZN Arbitrage : Romain Lissorgue |

| 2e journée                  | FC Nantes                      | 2 - 0   | AJ Auxerre                 |                                                                                              |                                                                                              |
| Dimanche 25 août 2024 17:00 | Simon 16e · Guirassy 90+6e     | (1 - 0) |                            | Stade de la Beaujoire, Nantes Spectateurs : 31 077 Diffuseur : DAZN Arbitrage : Gaël Angoula | Stade de la Beaujoire, Nantes Spectateurs : 31 077 Diffuseur : DAZN Arbitrage : Gaël Angoula |
| Dimanche 25 août 2024 17:00 | Douglas Augusto 79e · Zeze 63e | Rapport | 20e Raveloson · 54e Onaiwu | Stade de la Beaujoire, Nantes Spectateurs : 31 077 Diffuseur : DAZN Arbitrage : Gaël Angoula | Stade de la Beaujoire, Nantes Spectateurs : 31 077 Diffuseur : DAZN Arbitrage : Gaël Angoula |

##### Septembre 2024
| 3e journée                        | Le Havre AC                                       | 3 - 1   | AJ Auxerre                                       |                                                                                          |                                                                                          |
| Dimanche 1er septembre 2024 17:00 | Owusu 23e (csc) · Ndiaye 52e · Touré 90+8e (pen.) | (1 - 1) | 17e Perrin                                       | Stade Océane, Le Havre Spectateurs : 19 715 Diffuseur : DAZN Arbitrage : Marc Bollengier | Stade Océane, Le Havre Spectateurs : 19 715 Diffuseur : DAZN Arbitrage : Marc Bollengier |
| Dimanche 1er septembre 2024 17:00 | Casimir 81e                                       | Rapport | 11e Joly · 45e Hoever · 28e Sinayoko · 89e Jubal | Stade Océane, Le Havre Spectateurs : 19 715 Diffuseur : DAZN Arbitrage : Marc Bollengier | Stade Océane, Le Havre Spectateurs : 19 715 Diffuseur : DAZN Arbitrage : Marc Bollengier |

| 4e journée                     | AJ Auxerre                            | 0 - 3   | AS Monaco                               | | |
| Samedi 14 septembre 2024 19:00 |                                       | (0 - 2) | 8e Kehrer · 23e Vanderson · 89e Zakaria | Stade de l'Abbé-Deschamps, Auxerre Spectateurs : 17 045 Diffuseur : DAZN Arbitrage : Abdelatif Kherradji | Stade de l'Abbé-Deschamps, Auxerre Spectateurs : 17 045 Diffuseur : DAZN Arbitrage : Abdelatif Kherradji |
| Samedi 14 septembre 2024 19:00 | Osho 13e · Owusu 43e · Jubal Jr 45+1e | Rapport |                                         | Stade de l'Abbé-Deschamps, Auxerre Spectateurs : 17 045 Diffuseur : DAZN Arbitrage : Abdelatif Kherradji | Stade de l'Abbé-Deschamps, Auxerre Spectateurs : 17 045 Diffuseur : DAZN Arbitrage : Abdelatif Kherradji |

| 5e journée                       | Montpellier HSC                          | 3 - 2   | AJ Auxerre                                           | | |
| Dimanche 22 septembre 2024 17:00 | Adams 65e 75e · Sagnan 71e               | (0 - 1) | 18e Traorè · 72e Onaiwu                              | Stade de la Mosson, Montpellier Spectateurs : 11 643 Diffuseur : DAZN Arbitrage : Hakim Ben El Hadj | Stade de la Mosson, Montpellier Spectateurs : 11 643 Diffuseur : DAZN Arbitrage : Hakim Ben El Hadj |
| Dimanche 22 septembre 2024 17:00 | Nzingoula 33e · Omeragić 66e · Adams 76e | Rapport | 48e Owusu · 57e Sinayoko · 61e Diomandé · 66e Perrin | Stade de la Mosson, Montpellier Spectateurs : 11 643 Diffuseur : DAZN Arbitrage : Hakim Ben El Hadj | Stade de la Mosson, Montpellier Spectateurs : 11 643 Diffuseur : DAZN Arbitrage : Hakim Ben El Hadj |

| 6e journée                       | AJ Auxerre                                | 3 - 0   | Stade brestois 29 | | |
| Vendredi 27 septembre 2024 19:00 | Owusu 26e · Jubal 37e (pen.) · Traorè 59e | (2 - 0) |                   | Stade de l'Abbé-Deschamps, Auxerre Spectateurs : 15 381 Diffuseur : DAZN Arbitrage : Jérémy Stinat | Stade de l'Abbé-Deschamps, Auxerre Spectateurs : 15 381 Diffuseur : DAZN Arbitrage : Jérémy Stinat |
| Vendredi 27 septembre 2024 19:00 | Akpa 16e · Diomandé 53e                   | Rapport |                   | Stade de l'Abbé-Deschamps, Auxerre Spectateurs : 15 381 Diffuseur : DAZN Arbitrage : Jérémy Stinat | Stade de l'Abbé-Deschamps, Auxerre Spectateurs : 15 381 Diffuseur : DAZN Arbitrage : Jérémy Stinat |

##### Octobre 2024
| 7e journée                  | AS Saint-Étienne                  | 3 - 1   | AJ Auxerre | | |
| Samedi 5 octobre 2024 17:00 | Davitashvili 15e 54e 86e          | (1 - 0) | 74e Bair   | Stade Geoffroy-Guichard, Saint-Étienne Spectateurs : 31 445 Diffuseur : BeIn Sport 1 Arbitrage : Mathieu Vernice | Stade Geoffroy-Guichard, Saint-Étienne Spectateurs : 31 445 Diffuseur : BeIn Sport 1 Arbitrage : Mathieu Vernice |
| Samedi 5 octobre 2024 17:00 | Nadé 47e · Ekwah 67e · Pétrot 79e | Rapport | 35e Owusu  | Stade Geoffroy-Guichard, Saint-Étienne Spectateurs : 31 445 Diffuseur : BeIn Sport 1 Arbitrage : Mathieu Vernice | Stade Geoffroy-Guichard, Saint-Étienne Spectateurs : 31 445 Diffuseur : BeIn Sport 1 Arbitrage : Mathieu Vernice |

| 8e journée                     | AJ Auxerre                | 2 - 1   | Stade de Reims                              | | |
| Dimanche 20 octobre 2024 17:00 | Diomandé 16e · Traorè 52e | (1 - 1) | 90+5e Nakamura                              | Stade de l'Abbé-Deschamps, Auxerre Spectateurs : 17 016 Diffuseur : DAZN Arbitrage : Florent Batta | Stade de l'Abbé-Deschamps, Auxerre Spectateurs : 17 016 Diffuseur : DAZN Arbitrage : Florent Batta |
| Dimanche 20 octobre 2024 17:00 | Traorè 23e · Akpa 90+5e   | Rapport | 1e Atangana Edoa · 56e Buta · 90+5e Munetsi | Stade de l'Abbé-Deschamps, Auxerre Spectateurs : 17 016 Diffuseur : DAZN Arbitrage : Florent Batta | Stade de l'Abbé-Deschamps, Auxerre Spectateurs : 17 016 Diffuseur : DAZN Arbitrage : Florent Batta |

| 9e journée                     | Olympique lyonnais                       | 2 - 2   | AJ Auxerre                                              | | |
| Dimanche 27 octobre 2024 15:00 | Mikautadze 45+5e (pen.) · Mikautadze 62e | (1 - 0) | 47e Diomandé · 72e Traorè                               | Parc Olympique lyonnais, Décines-Charpieu Spectateurs : 54 868 Diffuseur : DAZN Arbitrage : Jérémy Stinat | Parc Olympique lyonnais, Décines-Charpieu Spectateurs : 54 868 Diffuseur : DAZN Arbitrage : Jérémy Stinat |
| Dimanche 27 octobre 2024 15:00 |                                          | Rapport | 44e Diomandé · 45+7e Jubal · 80e Léon · 90+3e Raveloson | Parc Olympique lyonnais, Décines-Charpieu Spectateurs : 54 868 Diffuseur : DAZN Arbitrage : Jérémy Stinat | Parc Olympique lyonnais, Décines-Charpieu Spectateurs : 54 868 Diffuseur : DAZN Arbitrage : Jérémy Stinat |

##### Novembre 2024
| 10e journée                    | AJ Auxerre                                          | 4 - 0   | Stade rennais FC        |                                                                                                   |                                                                                                   |
| Dimanche 3 novembre 2024 17:00 | Perrin 27e 39e · Sinayoko 65e (pen.) · Onaiwu 90+2e | (2 - 0) |                         | Stade de l'Abbé-Deschamps, Auxerre Spectateurs : 16 366 Diffuseur : DAZN Arbitrage : Gaël Angoula | Stade de l'Abbé-Deschamps, Auxerre Spectateurs : 16 366 Diffuseur : DAZN Arbitrage : Gaël Angoula |
| Dimanche 3 novembre 2024 17:00 |                                                     | Rapport | 35e Matusiwa · 64e Faye | Stade de l'Abbé-Deschamps, Auxerre Spectateurs : 16 366 Diffuseur : DAZN Arbitrage : Gaël Angoula | Stade de l'Abbé-Deschamps, Auxerre Spectateurs : 16 366 Diffuseur : DAZN Arbitrage : Gaël Angoula |

| 11e journée                    | Olympique de Marseille                | 1 - 3   | AJ Auxerre                             |                                                                                              |                                                                                              |
| Vendredi 8 novembre 2024 20:45 | Greenwood 65e (pen.)                  | (0 - 3) | 10e Sinayoko · 43e Perrin · 45e Traorè | Stade Vélodrome, Marseille Spectateurs : 64 184 Diffuseur : DAZN Arbitrage : Marc Bollengier | Stade Vélodrome, Marseille Spectateurs : 64 184 Diffuseur : DAZN Arbitrage : Marc Bollengier |
| Vendredi 8 novembre 2024 20:45 | Rabiot 60e · Greenwood 66e · Wahi 87e | Rapport | 66e Léon · 89e Bair                    | Stade Vélodrome, Marseille Spectateurs : 64 184 Diffuseur : DAZN Arbitrage : Marc Bollengier | Stade Vélodrome, Marseille Spectateurs : 64 184 Diffuseur : DAZN Arbitrage : Marc Bollengier |

| 12e journée                     | AJ Auxerre                             | 1 - 0   | Angers SCO | | |
| Dimanche 24 novembre 2024 17:00 | Traorè 90+3e                           | (0 - 0) |            | Stade de l'Abbé-Deschamps, Auxerre Spectateurs : 16 120 Diffuseur : DAZN Arbitrage : François Letexier | Stade de l'Abbé-Deschamps, Auxerre Spectateurs : 16 120 Diffuseur : DAZN Arbitrage : François Letexier |
| Dimanche 24 novembre 2024 17:00 | Owusu 26e · Mensah 50e · Raveloson 84e | Rapport | 33e Arcus  | Stade de l'Abbé-Deschamps, Auxerre Spectateurs : 16 120 Diffuseur : DAZN Arbitrage : François Letexier | Stade de l'Abbé-Deschamps, Auxerre Spectateurs : 16 120 Diffuseur : DAZN Arbitrage : François Letexier |

##### Décembre 2024
| 13e journée                      | Toulouse FC                  | 2 - 0   | AJ Auxerre |                                                                                                   |                                                                                                   |
| Dimanche 1er décembre 2024 17:00 | King 32e · Sierro 39e (pen.) | (2 - 0) |            | Stadium de Toulouse, Toulouse Spectateurs : 23 525 Diffuseur : DAZN Arbitrage : Hakim Ben El Hadj | Stadium de Toulouse, Toulouse Spectateurs : 23 525 Diffuseur : DAZN Arbitrage : Hakim Ben El Hadj |
| Dimanche 1er décembre 2024 17:00 | Rapport                      |         |            | Stadium de Toulouse, Toulouse Spectateurs : 23 525 Diffuseur : DAZN Arbitrage : Hakim Ben El Hadj | Stadium de Toulouse, Toulouse Spectateurs : 23 525 Diffuseur : DAZN Arbitrage : Hakim Ben El Hadj |

| 14e journée                    | AJ Auxerre                | 0 - 0   | Paris Saint-Germain | | |
| Vendredi 6 décembre 2024 21:00 |                           | (0 - 0) |                     | Stade de l'Abbé-Deschamps, Auxerre Spectateurs : 17 028 Diffuseur : DAZN Arbitrage : Jérémie Pignard | Stade de l'Abbé-Deschamps, Auxerre Spectateurs : 17 028 Diffuseur : DAZN Arbitrage : Jérémie Pignard |
| Vendredi 6 décembre 2024 21:00 | Traorè 73e · Sinayoko 75e | Rapport | 85e Pacho           | Stade de l'Abbé-Deschamps, Auxerre Spectateurs : 17 028 Diffuseur : DAZN Arbitrage : Jérémie Pignard | Stade de l'Abbé-Deschamps, Auxerre Spectateurs : 17 028 Diffuseur : DAZN Arbitrage : Jérémie Pignard |

| 15e journée                   | AJ Auxerre                           | 2 - 2   | RC Lens                    | | |
| Samedi 14 décembre 2024 19:00 | Perrin 31e · Osho 73e                | (1 - 2) | 22e El Aynaoui · 45e Nzola | Stade de l'Abbé-Deschamps, Auxerre Spectateurs : 17 052 Diffuseur : DAZN Arbitrage : Jérémy Stinat | Stade de l'Abbé-Deschamps, Auxerre Spectateurs : 17 052 Diffuseur : DAZN Arbitrage : Jérémy Stinat |
| Samedi 14 décembre 2024 19:00 | Sinayoko 21e · Mensah 52e · Joly 64e | Rapport | 51e El Aynaoui             | Stade de l'Abbé-Deschamps, Auxerre Spectateurs : 17 052 Diffuseur : DAZN Arbitrage : Jérémy Stinat | Stade de l'Abbé-Deschamps, Auxerre Spectateurs : 17 052 Diffuseur : DAZN Arbitrage : Jérémy Stinat |

##### Janvier 2025
| 16e journée                   | RC Strasbourg                              | 3 - 1   | AJ Auxerre                |                                                                                                |                                                                                                |
| Dimanche 5 janvier 2025 15:00 | Diarra 45+4e · Lemaréchal 59e · Emegha 87e | (1 - 1) | 14e Traorè                | Stade de la Meinau, Strasbourg Spectateurs : 19 471 Diffuseur : DAZN Arbitrage : Florent Batta | Stade de la Meinau, Strasbourg Spectateurs : 19 471 Diffuseur : DAZN Arbitrage : Florent Batta |
| Dimanche 5 janvier 2025 15:00 | Emegha 45+1e                               | Rapport | 45+3e Jubal Jr · 51e Akpa | Stade de la Meinau, Strasbourg Spectateurs : 19 471 Diffuseur : DAZN Arbitrage : Florent Batta | Stade de la Meinau, Strasbourg Spectateurs : 19 471 Diffuseur : DAZN Arbitrage : Florent Batta |

| 17e journée                    | AJ Auxerre | 0 - 0   | LOSC Lille                                           |                                                                                                   |                                                                                                   |
| Vendredi 10 janvier 2025 21:05 |            | (0 - 0) |                                                      | Stade de l'Abbé-Deschamps, Auxerre Spectateurs : 15 599 Diffuseur : DAZN Arbitrage : Gaël Angoula | Stade de l'Abbé-Deschamps, Auxerre Spectateurs : 15 599 Diffuseur : DAZN Arbitrage : Gaël Angoula |
| Vendredi 10 janvier 2025 21:05 | Joly 56e   | Rapport | 12e André · 15e David · 54e Gomes · 90+8e Alexsandro | Stade de l'Abbé-Deschamps, Auxerre Spectateurs : 15 599 Diffuseur : DAZN Arbitrage : Gaël Angoula | Stade de l'Abbé-Deschamps, Auxerre Spectateurs : 15 599 Diffuseur : DAZN Arbitrage : Gaël Angoula |

| 18e journée                    | Angers SCO                      | 2 - 0   | AJ Auxerre             |                                                                                                |                                                                                                |
| Dimanche 19 janvier 2025 17:15 | Diomandé 18e (csc) · Lepaul 47e | (1 - 0) |                        | Stade Raymond-Kopa, Angers Spectateurs : 9 938 Diffuseur : DAZN Arbitrage : Stéphanie Frappart | Stade Raymond-Kopa, Angers Spectateurs : 9 938 Diffuseur : DAZN Arbitrage : Stéphanie Frappart |
| Dimanche 19 janvier 2025 17:15 | Biumla 14e · Allevinah 60e      | Rapport | 22e Osho · 90e N'Gatta | Stade Raymond-Kopa, Angers Spectateurs : 9 938 Diffuseur : DAZN Arbitrage : Stéphanie Frappart | Stade Raymond-Kopa, Angers Spectateurs : 9 938 Diffuseur : DAZN Arbitrage : Stéphanie Frappart |

| 19e journée                    | AJ Auxerre                  | 1 - 1   | AS Saint-Étienne | | |
| Vendredi 24 janvier 2025 20:45 | Traorè 27e                  | (1 - 1) | 45e Stassin      | Stade de l'Abbé-Deschamps, Auxerre Spectateurs : 16 805 Diffuseur : DAZN Arbitrage : Marc Bollengier | Stade de l'Abbé-Deschamps, Auxerre Spectateurs : 16 805 Diffuseur : DAZN Arbitrage : Marc Bollengier |
| Vendredi 24 janvier 2025 20:45 | Jubal Jr 68e · Massengo 84e | Rapport |                  | Stade de l'Abbé-Deschamps, Auxerre Spectateurs : 16 805 Diffuseur : DAZN Arbitrage : Marc Bollengier | Stade de l'Abbé-Deschamps, Auxerre Spectateurs : 16 805 Diffuseur : DAZN Arbitrage : Marc Bollengier |

##### Février 2025
| 20e journée                   | AS Monaco                        | 4 - 2   | AJ Auxerre                        |                                                                                   |                                                                                   |
| Samedi 1er février 2025 19:00 | Kehrer 35e · Biereth 57e 63e 65e | (1 - 2) | 38e Diomandé · 45+7e (pen.) Jubal | Stade Louis-II, Monaco Spectateurs : 5 336 Diffuseur : DAZN Arbitrage : Kherradji | Stade Louis-II, Monaco Spectateurs : 5 336 Diffuseur : DAZN Arbitrage : Kherradji |
| Samedi 1er février 2025 19:00 | Zakaria 45+4e · Magassa 82e      |         | 30e Joly · 71e Owusu              | Stade Louis-II, Monaco Spectateurs : 5 336 Diffuseur : DAZN Arbitrage : Kherradji | Stade Louis-II, Monaco Spectateurs : 5 336 Diffuseur : DAZN Arbitrage : Kherradji |

| 21e journée                   | AJ Auxerre             | 2 - 2   | Toulouse FC                 | | |
| Dimanche 9 février 2025 17:15 | Jubal 62e · Traorè 73e | (0 - 0) | 68e Cresswell · 89e Edjouma | Stade de l'Abbé-Deschamps, Auxerre Spectateurs : 15 801 Diffuseur : DAZN Arbitrage : Jérôme Brisard | Stade de l'Abbé-Deschamps, Auxerre Spectateurs : 15 801 Diffuseur : DAZN Arbitrage : Jérôme Brisard |
| Dimanche 9 février 2025 17:15 | Traorè 74e             |         | 88e Magri                   | Stade de l'Abbé-Deschamps, Auxerre Spectateurs : 15 801 Diffuseur : DAZN Arbitrage : Jérôme Brisard | Stade de l'Abbé-Deschamps, Auxerre Spectateurs : 15 801 Diffuseur : DAZN Arbitrage : Jérôme Brisard |

| 22e journée              | Stade brestois 29        | 2 - 2   | AJ Auxerre              |                                              |                                              |
| Dimanche 16 février 2025 | Ndiaye 60e · Ajorque 79e | (0 - 1) | 18e Perrin · 74e Perrin | Stade Francis-Le Blé, Brest Diffuseur : DAZN | Stade Francis-Le Blé, Brest Diffuseur : DAZN |
| Dimanche 16 février 2025 | Baldé 25e · Ndiaye 71e   |         | 30e Akpa · 71e Dioussé  | Stade Francis-Le Blé, Brest Diffuseur : DAZN | Stade Francis-Le Blé, Brest Diffuseur : DAZN |

| 23e journée              | AJ Auxerre                          | 3 - 0   | Olympique de Marseille    |                                                     |                                                     |
| Dimanche 23 février 2025 | Perrin 34e · Jubal 77e (pen.) 90+1e | (1 - 0) |                           | Stade de l'Abbé-Deschamps, Auxerre Diffuseur : DAZN | Stade de l'Abbé-Deschamps, Auxerre Diffuseur : DAZN |
| Dimanche 23 février 2025 | Hoever 59e                          |         | 63e Cornelius · 75e Rulli | Stade de l'Abbé-Deschamps, Auxerre Diffuseur : DAZN | Stade de l'Abbé-Deschamps, Auxerre Diffuseur : DAZN |

##### Mars 2025
| 24e journée          | AJ Auxerre | 0 - 1   | RC Strasbourg                                        |                                                     |                                                     |
| Dimanche 2 mars 2025 |            | (0 - 0) | 47e Emegha                                           | Stade de l'Abbé-Deschamps, Auxerre Diffuseur : DAZN | Stade de l'Abbé-Deschamps, Auxerre Diffuseur : DAZN |
| Dimanche 2 mars 2025 | Akpa 63e   |         | 16e Barco · 76e Bakwa · 90+4e Petrovic · 90+6e Sylla | Stade de l'Abbé-Deschamps, Auxerre Diffuseur : DAZN | Stade de l'Abbé-Deschamps, Auxerre Diffuseur : DAZN |

| 25e journée          | Stade de Reims | 0 - 2   | AJ Auxerre            |                                               |                                               |
| Dimanche 9 mars 2025 |                | (0 - 2) | 15e Bair · 24e Traorè | Stade Auguste-Delaune, Reims Diffuseur : DAZN | Stade Auguste-Delaune, Reims Diffuseur : DAZN |
| Dimanche 9 mars 2025 | Akieme 67e     |         | 31e Traorè            | Stade Auguste-Delaune, Reims Diffuseur : DAZN | Stade Auguste-Delaune, Reims Diffuseur : DAZN |

| 26e journée                 | OGC Nice | 1 - 1   | AJ Auxerre |                                        |                                        |
| Dimanche 16 mars 2025 21h00 |          | (1 - 0) |            | Allianz Riviera, Nice Diffuseur : DAZN | Allianz Riviera, Nice Diffuseur : DAZN |

| 27e journée                 | AJ Auxerre | 1 - 0   | Montpellier HSC |                                                     |                                                     |
| Dimanche 30 mars 2025 17h15 |            | (0 - 0) |                 | Stade de l'Abbé-Deschamps, Auxerre Diffuseur : DAZN | Stade de l'Abbé-Deschamps, Auxerre Diffuseur : DAZN |

##### Avril 2025
| 28e journée                 | Stade rennais FC | 0 - 1   | AJ Auxerre |                                       |                                       |
| Dimanche 6 avril 2025 17h15 |                  | (0 - 0) |            | Roazhon Park, Rennes Diffuseur : DAZN | Roazhon Park, Rennes Diffuseur : DAZN |

| 29e journée                  | AJ Auxerre | 1 - 3   | Olympique lyonnais |                                                     |                                                     |
| Dimanche 13 avril 2025 20h45 |            | (0 - 0) |                    | Stade de l'Abbé-Deschamps, Auxerre Diffuseur : DAZN | Stade de l'Abbé-Deschamps, Auxerre Diffuseur : DAZN |

| 30e journée                  | LOSC Lille | 3 - 1   | AJ Auxerre |                                                         |                                                         |
| Dimanche 20 avril 2025 15h00 |            | (2 - 0) |            | Stade Pierre-Mauroy, Villeneuve-d'Ascq Diffuseur : DAZN | Stade Pierre-Mauroy, Villeneuve-d'Ascq Diffuseur : DAZN |

| 31e journée                  | RC Lens | 0 - 4   | AJ Auxerre |                                               |                                               |
| Dimanche 27 avril 2025 17h15 |         | (0 - 3) |            | Stade Bollaert-Delelis, Lens Diffuseur : DAZN | Stade Bollaert-Delelis, Lens Diffuseur : DAZN |

##### Mai 2025
| 32e journée               | AJ Auxerre | 1 - 2   | Le Havre AC |                                                     |                                                     |
| Dimanche 4 mai 2025 17h15 |            | (0 - 0) |             | Stade de l'Abbé-Deschamps, Auxerre Diffuseur : DAZN | Stade de l'Abbé-Deschamps, Auxerre Diffuseur : DAZN |

| 33e journée              | AJ Auxerre | 1 - 1   | FC Nantes |                                                     |                                                     |
| Samedi 10 mai 2025 21h00 |            | (1 - 0) |           | Stade de l'Abbé-Deschamps, Auxerre Diffuseur : DAZN | Stade de l'Abbé-Deschamps, Auxerre Diffuseur : DAZN |

| 34e journée              | Paris Saint-Germain | 3 - 1   | AJ Auxerre |                                                        |                                                        |
| Samedi 17 mai 2025 21h00 |                     | (0 - 1) |            | Parc des Princes, Paris Diffuseur : DAZN, BeIn Sport 1 | Parc des Princes, Paris Diffuseur : DAZN, BeIn Sport 1 |

#### Classement
| Rang | Équipe            | Pts | J  | G  | N  | P  | Bp | Bc | Diff |
| ---- | ----------------- | --- | -- | -- | -- | -- | -- | -- | ---- |
| 9    | Stade brestois 29 | 50  | 34 | 15 | 5  | 14 | 52 | 59 | −7   |
| 10   | Toulouse FC       | 42  | 34 | 11 | 9  | 14 | 44 | 43 | +1   |
| 11   | AJ Auxerre P      | 42  | 34 | 11 | 9  | 14 | 48 | 51 | −3   |
| 12   | Stade rennais FC  | 41  | 34 | 13 | 2  | 19 | 51 | 50 | +1   |
| 13   | FC Nantes         | 36  | 34 | 8  | 12 | 14 | 39 | 52 | −13  |

#### Meilleurs buteurs
Ce tableau regroupe l'ensemble des buteurs de l'AJ Auxerre en Ligue 1.
Mis à jour le 1er juin 2025 après la 34e journée.
| Pl. | Buteur              | But inscrit |
| --- | ------------------- | ----------- |
| 1   | Gaëtan Perrin       | 10          |
| -   | Hamed Junior Traorè | 10          |
| 3   | Jubal Jr            | 6           |
| 4   | Lassine Sinayoko    | 5           |
| 5   | Ado Onaiwu          | 4           |
| 6   | Sinaly Diomandé     | 3           |
| 7   | Theo Bair           | 2           |
| -   | Florian Ayé         | 2           |
| 9   | Elisha Owusu        | 1           |
| -   | Ki-Jana Hoever      | 1           |

#### Meilleurs passeurs décisifs
Ce tableau regroupe l'ensemble des passeurs décisifs de l'AJ Auxerre en Ligue 1.
Mis à jour le 1er juin 2025 après la 34e journée.
| Pl. | Passeur             | Passe décisive |
| --- | ------------------- | -------------- |
| 1   | Gaëtan Perrin       | 10             |
| 2   | Lassine Sinayoko    | 8              |
| 3   | Elisha Owusu        | 3              |
| 4   | Ki-Jana Hoever      | 2              |
| -   | Donovan Léon        | 2              |
| 6   | Clément Akpa        | 1              |
| -   | Theo Bair           | 1              |
| -   | Paul Joly           | 1              |
| -   | Gideon Mensah       | 1              |
| -   | Hamed Junior Traorè | 1              |

### Coupe de France
L'AJ Auxerre entre en lice en 32e de finale se déroulant le dimanche 22 décembre 2024.
| 32e de finale                   | AJ Auxerre    | 0 - 1   | USL Dunkerque (L2) | | |
| Dimanche 22 décembre 2024 14:45 |               | (0 - 1) | 26e Bardeli        | Stade de l'Abbé-Deschamps, Auxerre Spectateurs : 8 189 Diffuseur : beIN Sports Max 6 et France 3 Région Vidéo du match Arbitrage : Romain Lissorgue | Stade de l'Abbé-Deschamps, Auxerre Spectateurs : 8 189 Diffuseur : beIN Sports Max 6 et France 3 Région Vidéo du match Arbitrage : Romain Lissorgue |
| Dimanche 22 décembre 2024 14:45 | Raveloson 45e | Rapport | 90+2e Sekongo      | Stade de l'Abbé-Deschamps, Auxerre Spectateurs : 8 189 Diffuseur : beIN Sports Max 6 et France 3 Région Vidéo du match Arbitrage : Romain Lissorgue | Stade de l'Abbé-Deschamps, Auxerre Spectateurs : 8 189 Diffuseur : beIN Sports Max 6 et France 3 Région Vidéo du match Arbitrage : Romain Lissorgue |

### Affluences
Affluence de l'AJA à domicile cette saison

### Meilleurs buteurs
Ce tableau regroupe l'ensemble des buteurs de l'AJ Auxerre.
Mis à jour le 1er juin 2025 après la 34e journée de Ligue 1.
| Pl. | Buteur              | L1 | CDF | Total |
| --- | ------------------- | -- | --- | ----- |
| 1   | Gaëtan Perrin       | 10 | 0   | 10    |
| -   | Hamed Junior Traorè | 10 | 0   | 10    |
| 3   | Jubal Jr            | 6  | 0   | 6     |
| 3   | Ado Onaiwu          | 2  | 0   | 2     |
| 4   | Lassine Sinayoko    | 5  | 0   | 5     |
| 5   | Ado Onaiwu          | 4  | 0   | 4     |
| 6   | Sinaly Diomandé     | 3  | 0   | 3     |
| 7   | Theo Bair           | 2  | 0   | 2     |
| -   | Florian Ayé         | 2  | 0   | 2     |
| 9   | Elisha Owusu        | 1  | 0   | 1     |
| -   | Ki-Jana Hoever      | 1  | 0   | 1     |

### Équipe réserve

#### National 3
Après sa 11e dans le groupe D de National 2 la saison dernière, la réserve auxerroise est reléguée en National 3 dans le groupe G.
| Journée     | Date     | Domicile                 | Résultat | Extérieur             | Buteurs auxerrois                 |
| ----------- | -------- | ------------------------ | -------- | --------------------- | --------------------------------- |
| 1re journée | 24/08/24 | AJ Auxerre rés.          | 0 - 0    | M Y F 03 Auvergne     |                                   |
| 2e journée  | 31/08/24 | ASPTT Dijon              | 2 - 0    | AJ Auxerre rés.       |                                   |
| 3e journée  | 07/09/24 | AJ Auxerre rés.          | 0 - 1    | Racing Club de France |                                   |
| 4e journée  | 21/09/24 | Montceau                 | 1 - 0    | AJ Auxerre rés.       |                                   |
| 5e journée  | 05/10/24 | AJ Auxerre rés.          | 5 - 4    | Neuilly-sur-Marne SFC | Zossou · Cissé                    |
| 6e journée  | 19/10/24 | Troyes ESTAC rés.        | 1 - 2    | AJ Auxerre rés.       | pen Cissé · Viadère               |
| 7e journée  | 02/11/24 | AJ Auxerre rés.          | 2 - 0    | US Torcy              | pen Cissé · Viadère               |
| 8e journée  | 09/11/24 | AJ Auxerre rés.          | 1 - 0    | FC Gueugnon           | Zossou                            |
| 9e journée  | 30/11/24 | Dijon FCO rés.           | 0 - 3    | AJ Auxerre rés.       | Zossou · Mendy · Mandengue        |
| 10e journée | 07/12/24 | AJ Auxerre rés.          | 0 - 1    | St-Maur Lusitanos     |                                   |
| 11e journée | 14/12/24 | Louhans-Cuiseaux FC      | 1 - 3    | AJ Auxerre rés.       | Zossou · Mendy · Diawara          |
| 12e journée | 11/01/25 | AJ Auxerre rés.          | 0 - 1    | Sainte-Geneviève FC   |                                   |
| 13e journée | 18/01/25 | US Ivry                  | 2 - 2    | AJ Auxerre rés.       | Hwang · Rodin                     |
| 14e journée | 25/01/25 | AJ Auxerre rés.          | 1 - 1    | ASPTT Dijon           | Rodin                             |
| 15e journée | 08/02/25 | Racing Club de France    | 1 - 1    | AJ Auxerre rés.       | Mendy                             |
| 16e journée | 15/02/25 | AJ Auxerre rés.          | 4 - 0    | Montceau              | Rodin · Mohamed                   |
| 17e journée | 23/02/25 | Neuilly-sur-Marne SFC    | 0 - 1    | AJ Auxerre rés.       | Rodin                             |
| 18e journée | 08/03/25 | AJ Auxerre rés.          | 1 - 1    | Troyes ESTAC rés.     | Zossou                            |
| 19e journée | 15/03/25 | US Torcy                 | 1 - 0    | AJ Auxerre rés.       |                                   |
| 20e journée | 22/03/25 | FC Gueugnon              | 0 - 0    | AJ Auxerre rés.       |                                   |
| 21e journée | 05/04/25 | AJ Auxerre rés.          | 2 - 0    | Dijon FCO rés.        | Devernois · Krizoua               |
| 22e journée | 12/04/25 | St-Maur Lusitanos        | 4 - 2    | AJ Auxerre rés.       | Glossoa · N'gatta                 |
| 23e journée | 19/04/25 | AJ Auxerre rés.          | 3 - 0    | Louhans-Cuiseaux FC   | Mohamed · Mendy · Betoubam        |
| 24e journée | 26/04/25 | Sainte-Geneviève FC rés. | 1 - 2    | AJ Auxerre rés.       | Devernois · Zossou                |
| 25e journée | 10/05/25 | AJ Auxerre rés.          | 4 - 2    | US Ivry               | Cissé · Coulibaly · Rodin · Mendy |
| 26e journée | 17/05/25 | M Y F 03 Auvergne        | 1 - 1    | AJ Auxerre rés.       | Rodin                             |

| Rang | Équipe                | Pts | J  | G  | N | P  | Bp | Bc | Diff |
| ---- | --------------------- | --- | -- | -- | - | -- | -- | -- | ---- |
| 1    | St-Maur Lusitanos     | 56  | 26 | 16 | 8 | 2  | 47 | 21 | +26  |
| 2    | Racing Club de France | 53  | 26 | 15 | 8 | 3  | 57 | 22 | +35  |
| 3    | AJ Auxerre rés.       | 43  | 26 | 12 | 7 | 7  | 40 | 26 | +14  |
| 4    | Troyes ESTAC rés.     | 42  | 26 | 12 | 6 | 8  | 49 | 30 | +19  |
| 5    | Sainte-Geneviève FC   | 39  | 26 | 10 | 9 | 7  | 33 | 28 | +5   |
| 6    | ASPTT Dijon           | 38  | 26 | 10 | 9 | 7  | 41 | 33 | +8   |
| 7    | Dijon FCO rés.        | 33  | 26 | 9  | 6 | 11 | 36 | 36 | 0    |
| 8    | M Y F 03 Auvergne     | 33  | 26 | 9  | 6 | 11 | 35 | 43 | -8   |
| 9    | US Torcy              | 33  | 26 | 9  | 6 | 11 | 32 | 45 | -13  |
| 10   | US Ivry               | 32  | 26 | 8  | 8 | 10 | 36 | 37 | -1   |
| 11   | Neuilly-sur-Marne SFC | 31  | 26 | 9  | 8 | 9  | 37 | 39 | -2   |
| 12   | Montceau              | 26  | 26 | 7  | 5 | 14 | 20 | 44 | -24  |
| 13   | Louhans-Cuiseaux FC   | 16  | 26 | 3  | 7 | 16 | 20 | 55 | -35  |
| 14   | FC Gueugnon           | 16  | 26 | 3  | 7 | 16 | 19 | 43 | -24  |

|  | Promotion en National 2.                                                                                           |
|  | Pire 10e des 10 groupes relégué en Régional 1.                                                                     |
|  | Relégation en Régional 1.                                                                                          |
|  | Pts points ; G victoires ; N match nuls ; P défaites Bp buts marqués ; Bc buts encaissés ; Diff différence de buts |

### Équipe des moins de 19 ans
Les joueurs qualifiés dans cette équipe sont nés au plus tôt le 1er janvier 2006.

#### Championnat U19
L'équipe des moins de 19 ans évolue dans le championnat National U19. Le club est vice-champion en titre du championnat U19 ayant perdu 3-1 contre le Paris Saint-Germain en finale.
| Journée     | Date     | Domicile                    | Résultat | Extérieur            | Buteurs auxerrois     |
| ----------- | -------- | --------------------------- | -------- | -------------------- | --------------------- |
| 1re journée | 25/08/24 | AJ Auxerre                  | 1 - 1    | FC Mulhouse          | Khoudda               |
| 2e journée  | 01/09/24 | AJ Auxerre                  | 4 - 3    | Olympique lyonnais   | Rodin · Khoudda       |
| 3e journée  | 08/09/24 | FC Sochaux-Montbéliard rés. | 0 - 0    | AJ Auxerre           |                       |
| 4e journée  | 15/09/24 | AJ Auxerre                  | 1 - 0    | Racing Besançon      | Rodin                 |
| 5e journée  | 22/09/24 | Football Club 93            | 1 - 2    | AJ Auxerre           | Petit Dol · Kamissoko |
| 6e journée  | 29/09/24 | AJ Auxerre                  | 2 - 0    | RC Strasbourg Alsace | Rodin · Matondo       |
| 7e journée  | 06/10/24 | FC Metz                     | 0 - 0    | AJ Auxerre           |                       |
| 8e journée  | 12/10/24 | AJ Auxerre                  | 2 - 3    | Clermont Foot 63     | Mandengue · Rodin     |
| 9e journée  | 20/10/24 | ESTAC Troyes                | 0 - 3    | AJ Auxerre           | Inconnu               |
| 10e journée | 03/11/24 | AJ Auxerre                  | 0 - 2    | Stade de Reims       |                       |
| 11e journée | 10/11/24 | Andrézieux-Bouthéon FC      | 0 - 2    | AJ Auxerre           | Dioubaté · Diamalunda |
| 12e journée | 16/11/24 | AJ Auxerre                  | 1 - 0    | Paris FC             | Rodin                 |

#### Youth League
À la suite de ses résultats dans le championnat National U19 2023-2024, l'AJ Auxerre est qualifiée en Youth League.
L'AJ Auxerre participe à la voie des champions nationaux et entre en lice au 2e tour débutant le mercredi 23 octobre 2024.
| 2e tour aller                  | AJ Auxerre                                          | 5 - 0   | Valletta FC | | |
| Mercredi 23 octobre 2024 18:00 | Legros 24e 61e · Seha 34e · Balzanet 37e 75e (pen.) | (3 - 0) |             | Stade de l'Abbé-Deschamps, Auxerre Spectateurs : 2 131 Vidéo du match Arbitrage : Christos Vergetis | Stade de l'Abbé-Deschamps, Auxerre Spectateurs : 2 131 Vidéo du match Arbitrage : Christos Vergetis |
| Mercredi 23 octobre 2024 18:00 | Eid Hamzawiy 67e · Seha 78e · Matondo 85e           | Rapport |             | Stade de l'Abbé-Deschamps, Auxerre Spectateurs : 2 131 Vidéo du match Arbitrage : Christos Vergetis | Stade de l'Abbé-Deschamps, Auxerre Spectateurs : 2 131 Vidéo du match Arbitrage : Christos Vergetis |

| 2e tour retour                 | Valletta FC  | 0 - 2   | AJ Auxerre              |                                                                      |                                                                      |
| Mercredi 6 novembre 2024 18:00 |              | (0 - 1) | 27e Viadère · 61e Rodin | Centenary Stadium, Ta' Qali Vidéo du match Arbitrage : Dominik Starý | Centenary Stadium, Ta' Qali Vidéo du match Arbitrage : Dominik Starý |
| Mercredi 6 novembre 2024 18:00 | Ohaka Jr 13e | Rapport | 20e Jabateh · 73e Rodin | Centenary Stadium, Ta' Qali Vidéo du match Arbitrage : Dominik Starý | Centenary Stadium, Ta' Qali Vidéo du match Arbitrage : Dominik Starý |

| 3e tour aller             | AJ Auxerre          | 1 - 2   | TSG 1899 Hoffenheim                                    |                                                                                              |                                                                                              |
| Mercredi 27 novembre 2024 | Balzanet 59e (pen.) | (0 - 2) | 34e Faß · 44e Makanda                                  | Stade de l'Abbé-Deschamps, Auxerre Spectateurs : Environ 1 800 Arbitrage : Mervan Bejtullahu | Stade de l'Abbé-Deschamps, Auxerre Spectateurs : Environ 1 800 Arbitrage : Mervan Bejtullahu |
| Mercredi 27 novembre 2024 | Mendy 41e           | Rapport | 10e Wähling · 45+2e Krasniqi · 75e Strobl · 90+4e Onos | Stade de l'Abbé-Deschamps, Auxerre Spectateurs : Environ 1 800 Arbitrage : Mervan Bejtullahu | Stade de l'Abbé-Deschamps, Auxerre Spectateurs : Environ 1 800 Arbitrage : Mervan Bejtullahu |

| 3e tour retour            | TSG 1899 Hoffenheim | 1 - 0   | AJ Auxerre                           |                                                                                |                                                                                |
| Mercredi 11 décembre 2024 | Wähling 79e         | (0 - 0) |                                      | Dietmar-Hopp-Stadion, Hoffenheim Spectateurs : 1 102 Arbitrage : Omarov Rustam | Dietmar-Hopp-Stadion, Hoffenheim Spectateurs : 1 102 Arbitrage : Omarov Rustam |
| Mercredi 11 décembre 2024 |                     | Rapport | 40e Mary · 56e Matondo · 68e Muzungu | Dietmar-Hopp-Stadion, Hoffenheim Spectateurs : 1 102 Arbitrage : Omarov Rustam | Dietmar-Hopp-Stadion, Hoffenheim Spectateurs : 1 102 Arbitrage : Omarov Rustam |

### Équipe des moins de 18 ans
Les joueurs qualifiés dans cette équipe sont nés au plus tôt le 1er janvier 2007.

#### Coupe Gambardella
L'AJ Auxerre entre en lice au 1er tour fédéral se déroulant le dimanche 15 décembre 2024.
| Tour             | Date                      | Équipe 1    | Score             | Équipe 2               |  |
| ---------------- | ------------------------- | ----------- | ----------------- | ---------------------- |  |
| 1er tour fédéral | Dimanche 15 décembre 2024 | ASPTT Dijon | 0 - 1             | AJ Auxerre             |  |
| 32e de finale    | Dimanche 12 janvier 2025  | FC Annecy   | 0 - 1             | AJ Auxerre             |  |
| 16e de finale    | Dimanche 2 février 2025   | AJ Auxerre  | 2 - 0             | Andrézieux-Bouthéon FC |  |
| 8e de finale     | Dimanche 2 mars 2025      | Toulouse FC | 0 - 2             | AJ Auxerre             |  |
| Quart de finale  | Dimanche 30 mars 2025     | AJ Auxerre  | 3 - 0             | US Avranches MSM       |  |
| Demi-finale      | Dimanche 20 avril 2025    | AJ Auxerre  | 0 - 0 (2-3 t.a.b) | Stade Rennais          |  |

### Équipe des moins de 17 ans
Les joueurs qualifiés dans cette équipe sont nés au plus tôt le 1er janvier 2008.

### Équipe féminine

#### Division 3
Après avoir remporté le championnat de Régional 1 féminin de Bourgogne-Franche-Comté puis le barrage d'accession (12-4) contre Orvault SF lors de la saison précédente, l'équipe féminine évolue en Division 3.
| Journée     | Date     | Domicile             | Résultat | Extérieur            | Buteuses auxerroises        |
| ----------- | -------- | -------------------- | -------- | -------------------- | --------------------------- |
| 1re journée | 15/09/24 | Stade brestois 29    | 1 - 3    | AJ Auxerre           | Sogoré · Tirilly · Vinatier |
| 2e journée  | 22/09/24 | AJ Auxerre           | 3 - 0    | AAS Sarcelles        | Tirilly                     |
| 3e journée  | 29/09/24 | Bourges FC           | 4 - 5    | AJ Auxerre           | Cruman · Stefut · Tirilly   |
| 4e journée  | 06/10/24 | AJ Auxerre           | 4 - 0    | ALC Longvic          | Stefut · Mabomba · Tengue   |
| 5e journée  | 13/10/24 | SM Caen              | 1 - 3    | AJ Auxerre           | Vinatier · Stefut · Mabomba |
| 6e journée  | 10/11/24 | AJ Auxerre           | -        | RC Saint-Denis       |                             |
| 7e journée  | 17/11/24 | RC Roubaix Wervicq   | -        | AJ Auxerre           |                             |
| 8e journée  | 08/12/24 | Croix Blanche Angers | -        | AJ Auxerre           |                             |
| 9e journée  | 22/12/24 | AJ Auxerre           | -        | ESOF Vendée La Roche |                             |
| 10e journée | 19/01/25 | Quevilly RM          | -        | AJ Auxerre           |                             |
| 11e journée | 02/02/25 | AJ Auxerre           | -        | CPB Bréquigny Rennes |                             |
| 12e journée | 16/02/25 | AAS Sarcelles        | -        | AJ Auxerre           |                             |
| 13e journée | 02/03/25 | AJ Auxerre           | -        | Bourges FC           |                             |
| 14e journée | 16/03/25 | ALC Longvic          | -        | AJ Auxerre           |                             |
| 15e journée | 23/03/25 | AJ Auxerre           | -        | SM Caen              |                             |
| 16e journée | 30/03/25 | RC Saint-Denis       | -        | AJ Auxerre           |                             |
| 17e journée | 13/04/25 | AJ Auxerre           | -        | RC Roubaix Wervicq   |                             |
| 18e journée | 20/04/25 | AJ Auxerre           | -        | Croix Blanche Angers |                             |
| 19e journée | 27/04/25 | ESOF Vendée La Roche | -        | AJ Auxerre           |                             |
| 20e journée | 11/05/25 | AJ Auxerre           | -        | Quevilly RM          |                             |
| 21e journée | 18/05/25 | CPB Bréquigny Rennes | -        | AJ Auxerre           |                             |
| 22e journée | 25/05/25 | AJ Auxerre           | -        | Stade brestois 29    |                             |

| Rang | Équipe               | Pts | J | G | N | P | Bp | Bc | Diff |
| ---- | -------------------- | --- | - | - | - | - | -- | -- | ---- |
| 1    | AJ Auxerre           | 15  | 5 | 5 | 0 | 0 | 18 | 6  | +12  |
| 2    | RC Roubaix Wervicq   | 10  | 5 | 3 | 1 | 1 | 7  | 2  | +5   |
| 3    | CPB Bréquigny Rennes | 10  | 5 | 3 | 1 | 1 | 8  | 4  | +4   |
| 4    | AAS Sarcelles        | 9   | 5 | 3 | 0 | 2 | 8  | 7  | +1   |
| 5    | ESOF Vendée La Roche | 7   | 5 | 2 | 1 | 2 | 12 | 10 | +2   |
| 6    | Bourges FC           | 7   | 5 | 2 | 1 | 2 | 13 | 12 | +1   |
| 7    | Quevilly RM          | 6   | 5 | 2 | 0 | 3 | 8  | 9  | -1   |
| 8    | Croix Blanche Angers | 6   | 5 | 2 | 0 | 3 | 7  | 10 | -3   |
| 9    | RC Saint-Denis       | 6   | 5 | 2 | 0 | 3 | 5  | 9  | -4   |
| 10   | SM Caen              | 4   | 5 | 1 | 1 | 3 | 6  | 8  | -2   |
| 11   | ALC Longvic          | 4   | 5 | 1 | 1 | 3 | 3  | 11 | -8   |
| 12   | Stade brestois 29    | 3   | 5 | 1 | 0 | 4 | 5  | 12 | -7   |

|  | Promotion en Seconde Ligue.                                                                                        |
|  | Relégation en Régional 1.                                                                                          |
|  | Pts points ; G victoires ; N match nuls ; P défaites Bp buts marqués ; Bc buts encaissés ; Diff différence de buts |

#### Coupe de France féminine
L'AJ Auxerre entre en lice au 3e tour régional se déroulant le week-end du samedi 19 et dimanche 20 octobre 2024.
| 3e tour                      | AJ Auxerre                                       | 5 - 0   | US Saint-Vit (R1) |                                               |                                               |
| Samedi 19 octobre 2024 19:30 | Bayahia 16e 45+4e 59e · Tirilly 56e · Tengue 84e | (2 - 0) |                   | Stade de l'Abbé-Deschamps (annexe 3), Auxerre | Stade de l'Abbé-Deschamps (annexe 3), Auxerre |
| Samedi 19 octobre 2024 19:30 | Sadikou 20e                                      | Rapport |                   | Stade de l'Abbé-Deschamps (annexe 3), Auxerre | Stade de l'Abbé-Deschamps (annexe 3), Auxerre |

| Finales régionales             | Is-Selongey Football (R1) | 1 - 3   | AJ Auxerre                                    |                               |                               |
| Dimanche 3 novembre 2024 14:30 | But inscrit               | (1 - 1) | 45+1e Sadikou · 62e Cruman · 84e (pen.) Faure | Stade du Réveil, Is-sur-Tille | Stade du Réveil, Is-sur-Tille |
| Dimanche 3 novembre 2024 14:30 | Perrin 86e                | Rapport | 70e Guevere · 72e Sogoré                      | Stade du Réveil, Is-sur-Tille | Stade du Réveil, Is-sur-Tille |

| 1er tour fédéral          | AJ Auxerre | - | US Boulogne (R1) |                                               |                                               |
| Dimanche 24 novembre 2024 |            |   |                  | Stade de l'Abbé-Deschamps (annexe 3), Auxerre | Stade de l'Abbé-Deschamps (annexe 3), Auxerre |

#### Coupe de Bourgogne-Franche Comté
Double tenante du titre,, l'AJ Auxerre remet son titre en jeu.

#### Site officiel de l'AJ Auxerre
1. 1 2  « Le programme complet de la pré-saison », site de l'AJ Auxerre, 27 juin 2024. Consulté le 29 juin 2024.
2. ↑  « La prépa continue avec AJA - GF38 », X de l'AJ Auxerre, 27 juillet 2024. Consulté le 27 juillet 2024.
3. 1 2  « Irréductibles Auxerrois », site de l'AJ Auxerre. Consulté le 9 juillet 2024.
4. ↑  « L’AJA termine une campagne d’abonnements record », site de l'AJ Auxerre. Consulté le 9 juillet 2024.
5. ↑  « Merci Gotcho ! », site de l'AJ Auxerre, 15 août 2024. Consulté le 25 août 2024.
6. ↑  « Ousmane Camara quitte l’AJA », site de l'AJ Auxerre, 28 août 2024. Consulté le 28 août 2024.
7. ↑  « Victor Mayela prêté au FC Sochaux-Montbéliard », site de l'AJ Auxerre, 28 août 2024. Consulté le 28 août 2024.
8. ↑  « Nicolas Mercier prêté au Paris 13 Atletico », site de l'AJ Auxerre, 26 septembre 2024. Consulté le 1er décembre 2024.
9. ↑  « Victor Mayela passe professionnel », site de l'AJ Auxerre, 30 mai 2024. Consulté le 16 juin 2024.
10. ↑  « Yoann Cissé signe son premier contrat professionnel », site de l'AJ Auxerre, 30 mai 2024. Consulté le 16 juin 2024.
11. ↑  « Lasso Coulibaly, première recrue du mercato ! », site de l'AJ Auxerre, 20 juin 2024. Consulté le 2 juillet 2024.
12. ↑  « Tom Negrel renforce la team gardiens », site de l'AJ Auxerre, 10 juillet 2024. Consulté le 12 juillet 2024.
13. ↑  « Welcome Gabriel Osho ! », site de l'AJ Auxerre, 11 juillet 2024. Consulté le 12 juillet 2024.
14. ↑  « Theo Bair nouvel attaquant de l’AJA », site de l'AJ Auxerre, 16 juillet 2024. Consulté le 27 juillet 2024.
15. ↑  « Ki-Jana Hoever prêté à l’AJA », site de l'AJ Auxerre, 21 août 2024. Consulté le 25 août 2024.
16. ↑  « Hamed Junior Traoré prêté à l’AJA », site de l'AJ Auxerre, 27 août 2024. Consulté le 28 août 2024.
17. ↑  « Aristide Zossou signe à l’AJA », site de l'AJ Auxerre, 2 septembre 2024. Consulté le 21 septembre 2024.
18. ↑  « Nos U19 qualifiés en UEFA Youth League : toutes les infos à connaître », site de l'AJ Auxerre, 3 juin 2024. Consulté le 16 juin 2024.
19. ↑  « L’AJA-Stade bat Orvault (8-0) en barrage et jouera en D3 féminine la saison prochaine ! », site de l'AJ Auxerre, 9 juin 2024. Consulté le 16 juin 2024.

#### Autres
1. ↑  « AJA - vers un "record" d'abonnements pour la saison 2024-2025 », site de France Bleu Auxerre, 9 juillet 2024. Consulté le 9 juillet 2024.
2. ↑  « C'est le cœur gros que je vous dis au revoir », Instagram de Sonny Laiton, 24 mai 2024. Consulté le 16 juin 2024.
3. ↑  « Effectif de l'équipe pro », sur aja.fr (consulté le 6 novembre 2024).
4. ↑  Seule la nationalité sportive est indiquée. Un joueur peut avoir plusieurs nationalités mais n'a le droit de jouer que pour une seule sélection nationale.
5. ↑  Seule la sélection la plus importante est indiquée.
6. ↑  « Statistiques des meilleurs buteurs de l'AJ Auxerre », site de la Ligue 1. Consulté le 12 mars 2025.
7. ↑  « Statistiques des meilleurs passeurs de l'AJ Auxerre », site de la Ligue 1. Consulté le 12 mars 2025.
8. ↑  « Coupes Régionales : Auxerre Stade et Jura Dolois titrés ! », site de la Ligue de Bourgogne-Franche-Comté de football, 12 juin 2023. Consulté le 21 septembre 2024.
9. ↑  « Coupes : Stade Auxerrois et FCSM vainqueurs à Beaune ! », site de la Ligue de Bourgogne-Franche-Comté de football, 18 mai 2024. Consulté le 21 septembre 2024.